# Westchester megye
Westchester megye az Amerikai Egyesült Államokban, azon belül New York államban található. Megyeszékhelye White Plains, legnagyobb városa Yonkers. Lakosainak száma 1 004 457 fő (2020. április 1.). Westchester megye Putnam, Fairfield, Bergen, Rockland, Nassau, Bronx County, Orange és Western Connecticut Planning Region megyékkel határos.

## Népesség
A megye népességének változása:
| Lakosok száma | 923 459 | 950 517 | 956 791 | 961 106 | 968 802 | 976 396 | 1 004 457 |
|               | 2000    | 2010    | 2011    | 2012    | 2013    | 2015    | 2020      |